# Fearless (Taylor's Version)
“Fearless (Taylor's Version)”은 미국의 싱어송라이터 테일러 스위프트의 첫 재녹음 정규 음반이다. 2021년 4월 9일 리퍼블릭 레코드를 통하여 발매하였다. 스위프트가 2008년에 발매한 두 번째 정규 음반 “Fearless”의 플래티넘 에디션에 수록된 19곡과 2010년에 나온 사운드트랙 싱글 ‘Today Was a Fairytale’, 그리고 음반 발매 당시 최종적으로 수록되지 못한 6곡을 "From the Vault"라는 말을 붙여서 재녹음 및 새 프로듀싱으로 발매한 음반이다.

## 배경
스위프트는 2008년 두 번째 정규 음반 “Fearless”를 발매하였으며, 상업적인 면과 비평적인 면에서 모두 성공을 거두었다. 컨트리 팝 장르의 음반으로, 빌보드 200 차트에 11주 동안 1위를 지켰으며, 2009년 미국에서 가장 많이 팔린 음반이기도 하였다. 또한 ‘Love Story’와 ‘You Belong with Me’를 포함한 총 다섯 곡이 빌보드 핫 100 차트에서 10위 권 안에 들면서 스위프트를 메인스트림으로 끌고 온 음반으로 여겨지고 있다. 그리고 그래미 어워드에서 올해의 음반 부문을 포함하여 4개의 상을 탄 것 등 컨트리 장르의 음반으로는 가장 많은 상을 받은 음반이 되었다. 미국 음반 산업 협회(RIAA)로부터는 스위프트 또래의 세대에서는 가장 큰 다이아몬드를 인증받게 되었다.

## 평가
“Fearless (Taylor's Version)”은 음악 평단으로부터 극찬을 받았다. 리뷰 애그리게이터 웹사이트 메타크리틱에서는 4개의 리뷰를 통하여 87점이 매겨졌다.

## 트랙 리스트
모든 트랙에는 제목 뒤에 "Taylor's Version"이 붙으며, 21번 트랙부터 26번 트랙까지는 "from the Vault"도 붙는다. 표시된 곡을 제외하고는 테일러 스위프트와 크리스토퍼 로가 프로듀싱하였다.
| #            | 제목                                                           | 작사·작곡                                     | 재생 시간 |
| ------------ | -------------------------------------------------------------- | --------------------------------------------- | --------- |
| 1.           | 〈Fearless〉                                                   | 테일러 스위프트 리즈 로즈 힐러리 린제이       | 4:01      |
| 2.           | 〈Fifteen〉                                                    | 스위프트                                      | 4:54      |
| 3.           | 〈Love Story〉                                                 | 스위프트                                      | 3:55      |
| 4.           | 〈Hey Stephen〉                                                | 스위프트                                      | 4:14      |
| 5.           | 〈White Horse〉                                                | 스위프트 로즈                                 | 3:54      |
| 6.           | 〈You Belong with Me〉                                         | 스위프트 로즈                                 | 3:51      |
| 7.           | 〈Breathe〉 (ft. 콜비 컬레이)                                  | 스위프트 컬레이                               | 4:23      |
| 8.           | 〈Tell Me Why〉                                                | 스위프트 로즈                                 | 3:20      |
| 9.           | 〈You're Not Sorry〉                                           | 스위프트                                      | 4:21      |
| 10.          | 〈The Way I Loved You〉                                        | 스위프트 존 리치                              | 4:03      |
| 11.          | 〈Forever & Always〉                                           | 스위프트                                      | 3:45      |
| 12.          | 〈The Best Day〉                                               | 스위프트                                      | 4:05      |
| 13.          | 〈Change〉                                                     | 스위프트                                      | 4:39      |
| 14.          | 〈Jump Then Fall〉                                             | 스위프트                                      | 3:57      |
| 15.          | 〈Untouchable〉                                                | 스위프트 캐리 발로 네이선 발로 토미 리 제임스 | 5:12      |
| 16.          | 〈Forever & Always〉 (piano version)                           | 스위프트                                      | 4:27      |
| 17.          | 〈Come In with the Rain〉                                      | 스위프트 로즈                                 | 3:57      |
| 18.          | 〈Superstar〉                                                  | 스위프트 로즈                                 | 4:23      |
| 19.          | 〈The Other Side of the Door〉                                 | 스위프트                                      | 3:58      |
| 20.          | 〈Today Was a Fairytale〉                                      | 스위프트                                      | 4:01      |
| 21.          | 〈You All Over Me〉 (ft. 매런 모리스) (아론 데스너와 스위프트) | 스위프트 스쿠터 카루소                        | 3:40      |
| 22.          | 〈Mr. Perfectly Fine〉 (잭 안토노프와 스위프트)                | 스위프트                                      | 4:37      |
| 23.          | 〈We Were Happy〉 (데스너와 스위프트)                          | 스위프트 로즈                                 | 4:04      |
| 24.          | 〈That's When〉 (ft. 키스 어반) (안토노프와 스위프트)          | 스위프트 브래드 워런 브렛 워런                | 3:09      |
| 25.          | 〈Don't You〉 (안토노프와 스위프트)                            | 스위프트 제임스                               | 3:28      |
| 26.          | 〈Bye Bye Baby〉 (안토노프와 스위프트)                         | 스위프트 로즈                                 | 4:02      |
| 총 재생 시간 | 총 재생 시간                                                   | 총 재생 시간                                  | 106:20    |

| #            | 제목                                                                   | 작사·작곡    | 재생 시간 |
| ------------ | ---------------------------------------------------------------------- | ------------ | --------- |
| 27.          | 〈Love Story〉 (Elvira Remix) (엘비라 안데르 피에르드의 추가 프로듀싱) | 스위프트     | 3:53      |
| 총 재생 시간 | 총 재생 시간                                                           | 총 재생 시간 | 110:13    |